# Ханти-Мансійськ (аеропорт)
Аеропорт Ханти-Мансійськ (IATA: HMA, ICAO: USHH) — аеропорт міста Ханти-Мансійськ, Ханти-Мансійський автономний округ, Росія знаходиться за 5 км до північного сходу від Ханти-Мансійська.
В аеропорту розташовано головний офіс UTair Aviation

## Приймаємі типи повітряних суден
Ан-12, Ан-24, Ан-26, Ан-28, Ан-30, Ан-32, Ан-72, Ан-74, Ан-148, Ил-76, Л-410, Ту-134, Ту-154, Ту-204, Як-40, Як-42, Airbus A319, Airbus A320, Airbus A321, ATR 42, ATR 72, Boeing 737, Boeing 757, Boeing 767, Bombardier CRJ 100/200, Embraer EMB 120 Brasilia, Saab 2000, Sukhoi Superjet 100, McDonnell Douglas MD-11
і всі легші, а також вертольоти всіх типів.

## Авіалінії та напрямки, серпень 2022
| Авіакомпанія     | Пункт призначення |
| ---------------- | --- |
| Aeroflot         | Москва–Шереметьєво |
| Rossiya Airlines | Москва–Шереметьєво |
| S7 Airlines      | Новосибірськ |
| Utair            | Білоярськ, Березово, Ігрім, Краснодар, Курган, Москва–Внуково, Нижньовартовськ, Новосибірськ, Омськ, Санкт-Петербург, Сургут, Тюмень, Уфа, Урай, Єкатеринбург Сезонно: Анапа |
| UVT Aero         | Казань, Красноярськ–Ємельяново |

## Пасажирообіг
Див. джерело запитів Вікіданих та джерела.
HMA

## Ресурси Інтернету
- Офіційний сайт аеропорту